# أبرار الفهد
أبرار الفهد (مواليد 3 أغسطس 1988) لاعبة منتخب الكويت الوطني للتايكوندو ورفع الأثقال للسيدات ، وقد تنافست ضمن فئة وزن 73 كيلو جرام ، وقد حصلت علي 4 ذهبيات في بطولة الخليج وبرونزيتين في بطولات عربية وبرونزية في بطولة الاسياد دورة الألعاب الآسيوية 2014.

## البطولة العربية
- حصدت أبرار الفهد من تحقيق 3 ذهبيات في وزن 81 كلغ ، الأولى في الخطف برفعها 79 كلغ ، والثانية في النتر برفعها 105 كلغ ، والثالثة في المجموع 184 كلغ الميداليات الملونة في البطولة العربية لرفع الأثقال للرجال والسيدات ، التي إستضافتها الدوحة في ديسمبر 2024.[3]